# Okamejei mengae
Okamejei mengae är en rockeart som beskrevs av Jeong, Nakabo och Wu 2007. Okamejei mengae ingår i släktet Okamejei och familjen egentliga rockor. IUCN kategoriserar arten globalt som otillräckligt studerad. Inga underarter finns listade i Catalogue of Life.